# ルネ＝ジュスト・アユイ
ルネ＝ジュスト・アユイ（René Just Haüy、1743年2月28日 - 1822年6月1日）は、フランスの鉱物学者および聖職者である。「結晶は小さなユニットの繰り返しでできている」という理論を提唱し、「結晶学の父」と呼ばれる。

## 人物
イル＝ド＝フランス（後のオワーズ県）サン＝ジュスタン＝ショッセに生まれた。パリで学び、1770年司祭に任じられた。パリ植物園で働き、1783年科学アカデミーの会員になった。高等師範学校の教授などを務めた。
1784年に床に落として砕けた方解石（カルサイト）が、元の結晶と同じ形の小さな結晶の破片になったのを見て、結晶面の寸法に整数比が成り立つという「有理指数の法則」を発見し、原子または分子が並んで作る結晶は小さなユニットの繰り返しでできているという説を提唱した。
フランス革命後の1792年、聖職者民事基本法への宣誓を拒否したため投獄されたが、弟子のエティエンヌ・ジョフロワ・サンティレールの尽力によって九月虐殺の直前に解放され、難を逃れることができた。
1797年、知人のルイ＝ニコラ・ヴォークランがシベリア産の紅鉛鉱から発見した新元素に、酸化状態によってさまざまな色を呈することからギリシャ語の χρωμα（chrōma、色）にちなんでクロムの名を与えた。1821年にはスウェーデン王立科学アカデミーの外国人メンバーに選出されている。
兄弟に1784年に盲学校をパリに設立したヴァランタン・アユイ（1745年 - 1822年）がいる。
準長石の一種である haüyne（アウイン、和名：藍方石、(Na,Ca)4-8Al6Si6O24(SO4,S)1-2）は、アユイから名付けられた。
1822年6月1日、転倒事故による大腿骨頸部骨折により亡くなった。葬儀は6月3日に執り行れた。同年、彼の著書『鉱物学論』第2版と全3巻からなる『結晶学論』が出版された。